# Lüderitz
Lüderitz er en by i den sydlige del af Namibia, med et indbyggertal på cirka 33.000. Byen, der ligger ved landets atlanterhavskyst, blev grundlagt af de tyske koloniherrer i 1883. 
26°38′45″S 15°9′14″Ø / 26.64583°S 15.15389°Ø
- Wikimedia Commons har flere filer relateret til Lüderitz